# Glenea iphia
Glenea iphia là một loài bọ cánh cứng trong họ Cerambycidae.